# Raphaëlle Branche
Raphaëlle Branche, née le 14 juillet 1972 à Paris, est une historienne française, spécialiste des violences en situation coloniale.
Elle est professeure d'histoire contemporaine à l'université Paris-Nanterre depuis la rentrée 2019, membre du Conseil supérieur des archives et rédactrice en chef de la revue Vingtième Siècle : Revue d'histoire.

## Biographie

### Formation
Ancienne élève de l'École normale supérieure de Fontenay-Saint-Cloud (L FC 1993), Raphaëlle Branche est reçue à l'agrégation d'histoire en 1995.

### Carrière universitaire
En 2000, elle soutient à l'Institut d'études politiques de Paris une thèse d'histoire intitulée L'Armée et la torture pendant la guerre d'Algérie : les soldats, leurs chefs et les violences illégales, sous la direction de Jean-François Sirinelli. Cette thèse, rédigée dans un contexte de débats publics renouvelés sur la mémoire de la guerre d'Algérie, a suscité une attention médiatique notable dès sa soutenance.
Maître de conférences à l'université Rennes-II, puis à l’université Paris I, elle est membre junior de l'Institut universitaire de France de 2008 à 2012.
En 2010, elle soutient une habilitation à diriger des recherches intitulée Hommes et guerres en situation coloniale. Elle est rattachée au Centre d'histoire sociale des mondes contemporains.
Elle est élue professeur à l'université de Rouen en 2014, puis à l'Université Paris-Nanterre en 2019.
En 2020 paraît son livre Papa, qu'as-tu fait en Algérie ?, résultat de vingt ans de recherches. Cet ouvrage, qui recueille les témoignages d'appelés du contingent de la période de la guerre d'Algérie, illustre la complexité des mémoires familiales et le rôle du silence comme logique profonde de la société française[pas clair] au XXe siècle.

### Activités hors de l'université
Elle est membre du Conseil supérieur des archives.
Elle est rédactrice en chef de la revue Vingtième Siècle : Revue d'histoire (2014-2020).

### Prises de position
Elle est membre du Comité de vigilance face aux usages publics de l'histoire.
En 2015, elle soutient le projet de réforme des programmes d'histoire au collège en cosignant une tribune dans Le Monde, bien qu'elle n'ait jamais été professeure dans l'enseignement secondaire.

## Publications
- La torture et l'Armée pendant la guerre d'Algérie, 1954-1962, Paris, Gallimard, coll. « La suite des temps », 13 septembre 2001, 474 p. (ISBN 978-2-07-076065-7). [compte rendu en ligne], [compte rendu en ligne].
- En collaboration avec Sylvie Thénault : « Justice et torture à Alger en 1957 : Apports et limites d’un document », dans Dominique Borne, Jean-Louis Nembrini et Jean-Pierre Rioux (dir.), Apprendre et enseigner la guerre d'Algérie et le Maghreb contemporain, Buc, CNDP de Versailles, coll. « Les Actes de la DESCO », 2002, 191 p. (ISBN 9782866373245 et 2866373243, OCLC 492152664, lire en ligne [PDF]), p. 44-57.
- La Guerre d'Algérie : Une histoire apaisée ?, Paris, Seuil, 2005, [compte rendu en ligne], [compte rendu en ligne].
- En codirection avec Sylvie Thénault , La France en guerre, 1954-1962 : Expériences métropolitaines de la guerre d'indépendance algérienne, Paris, Éditions Autrement, coll. « Mémoires Histoire », 2008.
- L'Embuscade de Palestro, Paris, Armand Colin, 2010.
- Bilan historiographique de la guerre d’Algérie, des années 2000 à aujourd'hui, mars 2011, 57 p. (lire en ligne [PDF])  — rapport commandé par l'Institut de recherche stratégique de l'École militaire.
- Viols en temps de guerre (avec Fabrice Virgili et al.), Payot, 2011.
- Prisonniers du FLN, Paris, Payot, 2014, 284 p. (ISBN 978-2-228-91029-3).
- Papa, qu'as-tu fait en Algérie ?, La Découverte, 2020, 512 p. (ISBN 978-2-70719-878-5).